# Prekodolce
Prekodolce (serbocroata cirílico: Прекодолце) es un pueblo de Serbia perteneciente al municipio de Vladičin Han en el distrito de Pčinja del sur del país.
En 2002 tenía 1625 habitantes, de los cuales 1138 eran étnicamente serbios, 392 gitanos y 24 búlgaros.
Se ubica a orillas del río Vrla en la periferia oriental de la capital municipal Vladičin Han, separado de dicha localidad por la autovía A1 que une Vranje con Leskovac. Por aquí sale la carretera 40 que lleva a Surdulica. La localidad, antiguamente un pequeño pueblo separado, se ha desarrollado como área periférica de la capital municipal, habiendo duplicado su población en la segunda mitad del siglo XX.